# آلبرت دانیال‌زاده
آلبرت دانیال‌زاده (زاده ۱۹۳۱ - درگذشته ۵ دسامبر ۲۰۱۶)، زیست‌شیمی‌دان ارمنی‌تبار  اهل ایران بود. وی از بنیان‌گذاران زیست‌شیمی در دانشگاه شهید بهشتی تهران در سال ۱۳۴۳ بود. وی همچنین عضو هیئت امنای بنیاد فرهنگی ایران بت‌ئیل بود.

## زندگی‌نامه
آلبرت دانیال‌زاده در سال ۱۹۳۱ میلادی (۱۳۱۰ خورشیدی) در شهر کرمانشاه در خانواده‌ای ارمنی کاتولیک به دنیا آمد. وی دکترای تخصصی خود را در سال ۱۹۶۳ میلادی از دانشگاه ایلینوی در شیکاگو و در رشتۀ شیمی-بیوشیمی دریافت کرد. دانیال‌زاده پس از پایان تحصیلات به ایران بازگشته و به عنوان هیئت علمی در دانشگاه ملی ایران (دانشگاه شهید بهشتی کنونی) با درجۀ دانشیاری مشغول به تدریس شد.
فعالیت‌های علمی آلبرت دانیال‌زاده در زمینۀ زیست‌شیمی نقش مهمی در رشد این رشته در دانشگاه ملی ایران و دانشگاه شهید بهشتی داشته‌است. وی در دانشگاه شهید بهشتی به درجۀ استادی نیز رسید. دانیال‌زاده در سال ۱۳۷۴  بازنشسته شد و به دلیل این که فرزندانش در ایالات متحده آمریکا تحصیل می‌کردند بدانجا مهاجرت کرد.
دانیال‌زاده در ۵ دسامبر ۲۰۱۶ در اثر بیماری در ایالات متحده آمریکا درگذشت و در همانجا نیز به خاک سپرده شد.

## فعالیت‌های علمی
عنوان تز دکترای وی به شرح زیر در سایت دانشگاه مربوطه ثبت شده‌است:
Author: DANIELZADEH, ALBERT BABA
Degree Granting Institution: University of Illinois at Chicago, Health Sciences Center
Degree: PhD, Doctor of Philosophy
Genre: Doctoral
Subject: Chemistry, Biochemistry
Issue Date: 1963
که مقالهٔ زیر نیز مستخرج از این کار تحقیقاتی است:
- Myers, Terrell C. , Kaname Nakamura, and Albert B. Danielzadeh. "Phosphonic Acid Analogs of Nucleoside Phosphates. III. The Synthesis of Adenosine-5'-methylenediphosphonate, a Phosphonic Acid Analog of Adenosine-5'-diphosphate1, 2. The Journal of organichemistry 30.5 1965 1517-1520

همچنین وی پس از مهاجرت به ایالات متحده آمریکا نیز به تحقیقات خود ادامه داد که حاصل آن به‌صورت چند پتنت ثبت شده است:
- Waterbury, L. David, Allan L. Wilcox, John M. Carney, Farah Mavandadi, and Albert Danielzadeh. "3, 4, 5-trisubstituted aryl nitrone compounds, pharmaceutical compositions containing the same and methods for treating inflammation." U.S. Patent 6,342,523, issued January 29, 2002
- Waterbury, L. David, Allan L. Wilcox, John M. Carney, Farah Mavandadi, and Albert Danielzadeh. "3, 4, 5-trisubstituted aryl nitrone compounds and pharmaceutical compositions containing the same." U.S. Patent 6,998,419, issued February 14, 2006

## تالیفات
از وی تألیفات به صورت کتاب و مقالات بجای مانده است که کتاب اصول بیوشیمی وی به همراه خلیل زارعیان، هنوز از جمله کتب مورد علاقهٔ اساتید و دانشجویان است و چندین نوبت تجدید چاپ شده‌است.